# Richard Hildt

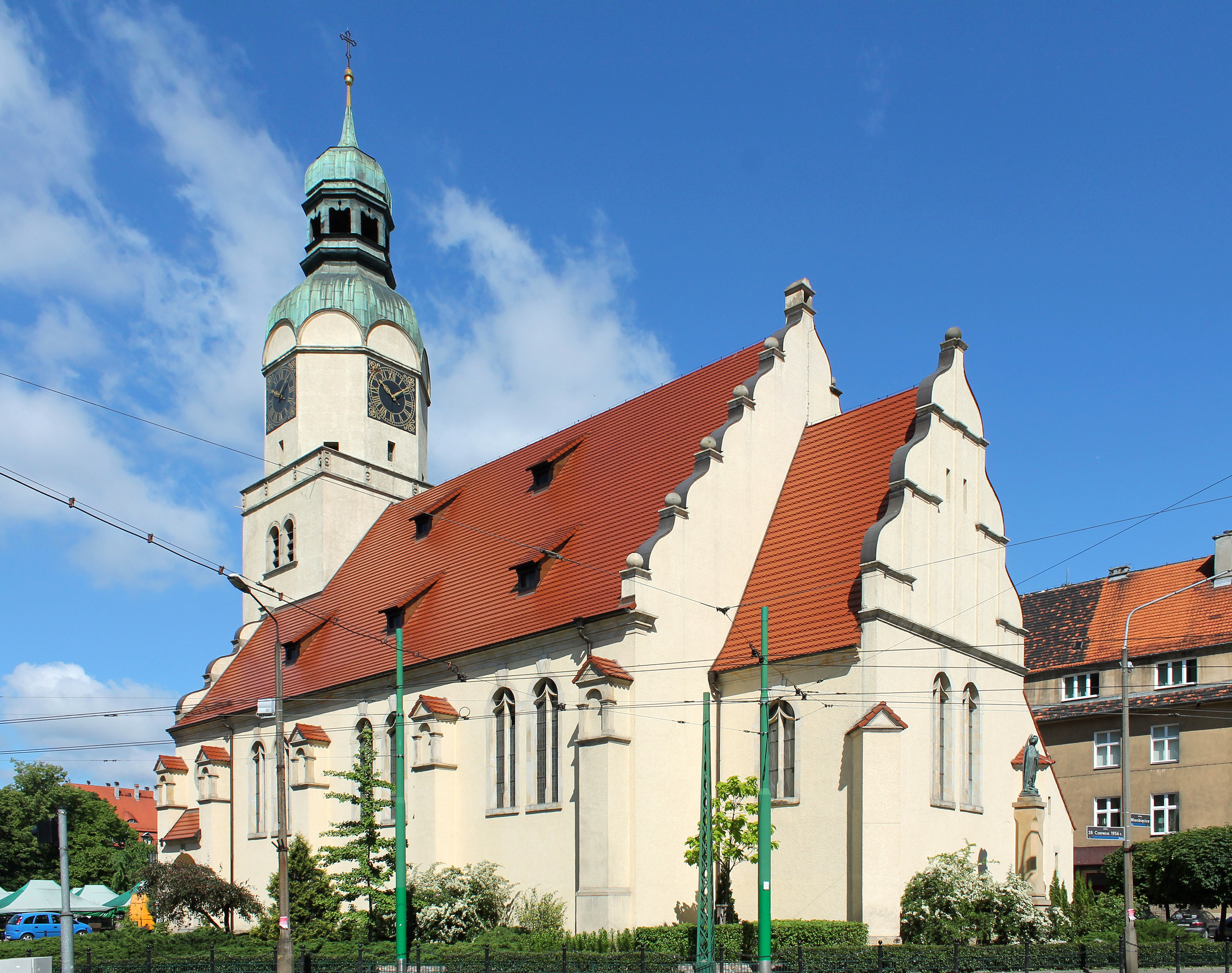
Dawny ewangelicki kościół św. Mateusza w Poznaniu, którego proboszczem był do 1940 pastor Richard Hildt (obecnie rzymskokatolicki kościół Maryi Królowej)

Richard Hildt (ur. 23 lipca 1870 w Fraustadt, zm. 4 lutego 1959 w Derenburgu) – niemiecki duchowny protestancki, pastor, superintendent i członek władz zwierzchnich Ewangelickiego Kościoła Unijnego w Polsce, doktor teologii honoris causa, od 1928 dziekan Ewangelickiego Seminarium Kaznodziejskiego i Szkoły Teologicznej w Poznaniu, do 1940 proboszcz ewangelicko-unijnej parafii św. Mateusza w Poznaniu-Wildze.

## Życiorys
Został superintendentem superintendentury Wągrowiec. Po śmierci pastora Adolfa Schneidera powołano go w 1928 na dziekana Ewangelickiego Seminarium Kaznodziejskiego i Szkoły Teologicznej w Poznaniu. Był także radcą konsystorza Ewangelickiego Kościoła Unijnego w Polsce oraz pastorem ewangelicko-unijnej parafii św. Mateusza w Poznaniu-Wildze. Z funkcji kościelnych w Poznaniu zrezygnował w 1940, gdy opuścił miasto na stałe. Jego następcą na stanowisku proboszcza został pastor Karl Brummack.
Uzyskał tytuł doktora teologii honoris causa.
W 1911 ożenił się z Else (ur. 1888). Był ojcem dzieci: Dorothee, Annemarie, Susanne, Werner Eberhard.
Opublikował m.in. opracowanie: Die Unierte Evangelische Kirche in Polen, w: Die Osteuropäischen Länder: die evangelischen Kirchen in Polen. Ekklesia. Eine Sammlung von Selbstdarstellungen der christlichen Kirchen, red. Friedrich Siegmund-Schultze, Leipzig 1938, ss. 111–127.